# 吉川雅之
吉川 雅之（よしかわ まさゆき、1974年2月9日-、O型）は、栃木県出身の元漫画家。
現在は漫画家を辞めて栃木県にあるデザイン会社の社員をしている。(2010年時点)

## 経歴
- 第8回（1997年3月期）天下一漫画賞（審査員：高橋ゆたか）にて、「風吹さんの踵落とし」で最終候補まであと一歩リスト入り。
- 第15回（1997年10月期）天下一漫画賞（審査員：岡野剛）にて、「FUN HWANG TEKON-DO」で最終候補。
- 第21回（1998年4月期）天下一漫画賞（審査員：真倉翔）にて、「テコンドー師範!!鏡くんのカカト落とし」で入選受賞。
- 『週刊少年ジャンプ』1998年30号に掲載された「テコンドー師範!!鏡くんのカカト落とし」でデビュー。
- 『赤マルジャンプ』2000WINTERに「テコモン! - TAEKWON-DO MONSTER FACTRY -」を掲載。
- 『週刊少年ジャンプ』2001年29号に「キックス メガミックス!!」を掲載。
- 『週刊少年ジャンプ』2003年28号から41号まで「キックス メガミックス」を連載。
- 『週刊少年ジャンプ』2004年48号に「マッストレート!!」を掲載。
- 『週刊少年ジャンプ』2005年21,22合併号に「BE A HERO!!」を掲載。
- 那須町黒田原のマスコットキャラクター『クロロとゆめな』のデザインを手がける[2]。

## 人物
- 趣味はテコンドー観戦[1]。
- 尊敬する漫画家は師匠・にわのまことと井上雄彦[1]。

## 作品リスト
- テコンドー師範!!鏡くんのカカト落とし - 31P
- テコモン! - TAEKWON-DO MONSTER FACTRY - - 31P
- キックス メガミックス!! - 49P
- キックス メガミックス - 全13回
- マッストレート!! - センターカラー49P
- BE A HERO!! - センターカラー49P

## 師匠
- にわのまこと